# ماري هندرسون

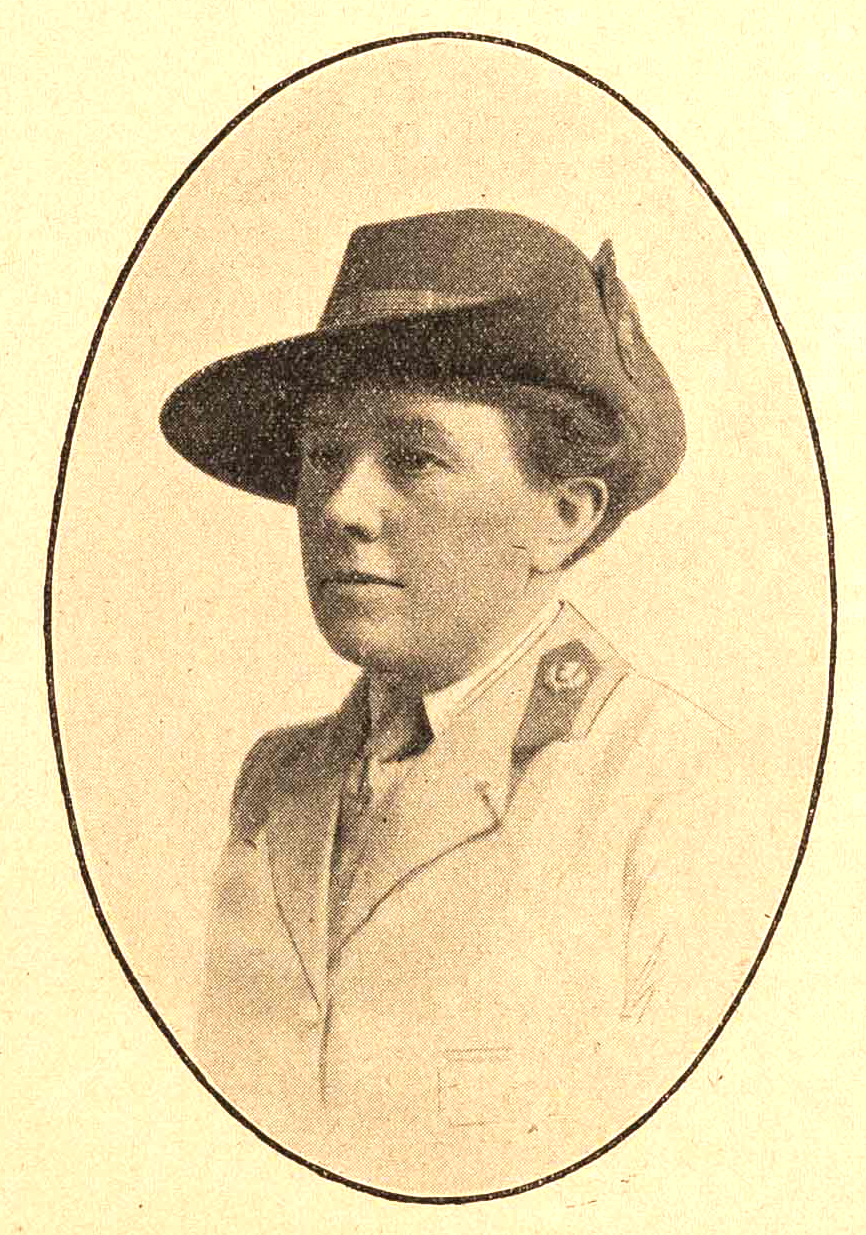
ماري هندرسون بزي مستشفى السيدات الاسكتلنديّات عام 1917

ماري إتش جي هندرسون (1874 – 6 نوفمبر 1938) كانت مديرة في مستشفيات النساء الاسكتلندية للخدمة الخارجية في منطقة البلقان التابعة لإلسي إنغلس في الحرب العالمية الأولى، وحصلت على خمس ميداليات. أسست مجموعات العمل الاجتماعية والمدنية بقيادة النساء، في دندي، وأبردين، ولندن وعملت في الهيئات الخيرية بما في ذلك صندوق دندي للإغاثة الحربية، وعملت من أجل حق المرأة في التصويت. كانت أيضًا شاعرة حرب.

## حياتها
ولدت ماري هيلين جين هندرسون في أولد ماشار عام 1874، وهي ابنة ويليام لو هندرسون، مهندس معماري من أبردين، ولديها شقيق توأم. كانوا أبناء عمومة ليدي دنيدن. عاشت في كوخ بالقرب من قلعة بالمورال للملكة فيكتوريا ولعبت هناك كثيرًا مع أحفاد العائلة المالكة. كان عليها لاحقًا أن تكتب المزيد عن لقاءاتها مع الملكة فيكتوريا، التي قدمت لها صورة بوتريه عام 1887، وعن جون براون، الخادم الإسكتلندي، الذي لطالما رأته هندرسون أنه وقح. عاشت أيضًا في إيطاليا لعدة سنوات.
مع الاستقرار في بروتي فيري، دندي، طوال معظم حياتها، كانت هندرسون رائدة في عدد من المنظمات المدنية والاجتماعية في المدينة من أجل حق المرأة في التصويت، أو جهود الإغاثة في الحرب، أو الاعتدال، ورعاية النساء والأطفال. جمعت الأموال لمستشفيات النساء الاسكتلنديات للخدمة الخارجية قبل الانضمام إلى الخدمة بنفسها كمسؤولة عن الوحدة الصربية. من خلال المحادثات المصورة وقصائدها شاركت تجربتها في الحرب، وبعد الحرب حصلت (بعض) النساء على حق التصويت، واصلت هندرسون إنشاء مجموعات المواطنة النسائية.
توفيت بحادث سيارة في عام 1938.

## دورها في حركة حق المرأة في التصويت
في عام 1913، بينما كانت هندرسون السكرتيرة الفخرية لجمعية حق المرأة في دندي (التي كانت غير متشددة وغير حزبية)، اكتسبت المجموعة 40 عضوًا جديدًا، ووصل مجموعهم إلى 205 عضوًا. ادعت هندرسون أن «الدعم العام المتزايد» سيؤدي في النهاية إلى منح المرأة حق التصويت، لكن مراجعة السياسة الوطنية (إن يو دابليو إس إس) ستكون مضطرة للانتقال من كونها لديها «أفراد مثقفين» إلى الحاجة إلى «تثقيف الحزب».
في ذلك العام، أقامت هندرسون مقهى غنائي، استضافت أليس كرومبتون، الداعية إلى حق الاقتراع، والتي ذكرت نمو الحركة غير المتشددة إلى «60 فرعًا، وما يقارب 40 ألف عضوًا في جميع أنحاء اسكتلندا». ألقت السيدة باكستر خطابًا داعمًا قبل الترفيه والمشروبات. في يناير 1914، ترأست هندرسون اجتماعًا مشتركًا في دندي بين إن يو دابليو إس إس وحزب العمال المستقل. وكانت قد أصبحت السكرتيرة البرلمانية لجمعيات حق المرأة الاسكتلندية للاقتراع.
عُلقت الحملة المتشددة من أجل حق المرأة في الاقتراع في بداية الحرب العالمية الأولى، وكتبت هندرسون إلى اللورد بروفوست تعرض على أعضاء جمعية دندي لحق المرأة في الاقتراع مبانيها ومواردها للمساعدة في تنظيم جهود الإغاثة الحربية دون «تداخل، كما حدث للأسف في وقت حرب البوير». أُتفق على تشكيل اللجنة التنفيذية لإغاثة الحرب النسائية في دندي (دي دابليو دابليو آر إي سي) مع تعيين هندرسون كسكرتيرة أولى لها. أبلغت دابليو إس إس في دندي في أغسطس 1916 أن فرعها رفع أكبر مساهمة في عمل مستشفيات النساء الاسكتلنديات «من أي جمعية حق اقتراع فردي في المملكة المتحدة». بحلول مارس 1918، كان المجموع 3641 جنيهًا إسترلينيًا.
كانت وجهة نظر هندرسون في عام 1916 هي أن «الرأي العام كان الآن متعاطفًا للتو مع منح المرأة حق التصويت» لكنها تساءلت عما إذا كانت وجهة النظر هذه ستبقى «عندما تصبح مسألة سياسة عملية» بعد الحرب.

## مسؤولة الإعانة الحربية
بصفتها السكرتيرة الأولى للجنة التنفيذية لإغاثة الحرب النسائية في دندي (دي دابليو دابليو آر إي سي) وافقت هندرسون على أن يكون لكل جناح في المدينة لجنته المحلية الخاصة به. قادت مبادرة توظيف النساء التطوعية مع مجموعتها، بما في ذلك إنشاء مصنع للألعاب يدفع له أجور العاملات، ودعمت النساء العاطلات عن العمل بمنح مالية. ثم قام المدير التنفيذي لصندوق أمير ويلز (بدعوة من اللورد بروفوست) بتحويل «العدد الكبير من السيدات» المتطوعات في هندرسون إلى لجنة رسمية بعد سماع الثناء من ماري باترسون، سكرتيرة اللجنة الاسكتلندية المعنية بتشغيل المرأة. كان يُنظر إلى عمل المرأة المأجور على أنه «نواة» لصناعة ناجحة لتوظيف فتيات عاطلات عن العمل، وتقديم التدريب على الطباعة، والخياطة، وبيع الألعاب المصنوعة. كانت متطوعات هندرسون «يجمعن ويوزعن وسائل الراحة على الجنود والبحارة، وينظمن النوادي للقوات المحلية، والأمسيات الاجتماعية للنساء». نشرت النشرة الشعبية ذا بيبولز جورنال تقريرًا عن تحديث هندرسون بأن نساء دندي قد تبرعن بكميات كبيرة من المقالات، إلى بلاك واتش وآر إن في آر وغيرها. وزادت تبرعات مركز دي دابليو دابليو آر إي سي طوال فترة الحرب.
| تاريخ التقرير         | المجاميع التراكمية                | نوع العناصر المصنوعة أو المتبرع بها                                                            |
| أكتوبر 1914           | 15,834 زوجًا                       | جوارب                                                                                          |
|                       | 200 قطعة                          | قمصان                                                                                          |
|                       | لم يُذكر                           | أحزمة الكوليرا، القفازات، الأصفاد، كاتم الصوت، الخوذ                                           |
| ديسمبر 1914           | 36 ألف شهريًا                      | التبرعات بجميع أنواعها على النحو الوارد أعلاه                                                  |
|                       | 50.00 جنيهًا إسترلينيًا             | بيع الأموال من الألعاب (وعملت 50 امرأة في الحياكة والخياطة)                                    |
| أبريل 1915            | 58,955 مقالة                      | جميع الأنواع على النحو الوارد أعلاه.                                                           |
| يونيو 1915 يوليو 1915 | 61,584 مقالة 1500 جنيهًا إسترلينيًا | جميع الأنواع على النحو الوارد أعلاه تُبرع بها لعمل مستشفيات النساء الاسكتلندية                  |
| أغسطس 1916            | 136 ألف مقال                      | جميع الأنواع الواردة أعلاه                                                                     |
| نوفمبر 1915           | 148,047 مقالة                     | أُرسل من جميع الأنواع إلى القوات والمستشفيات على خط المواجهة                                    |
| مارس 1918             | 3,641 جنيهًا إسترلينيًا             | «أكبر مساهمة في عمل مستشفيات النساء الاسكتلندية "لأي جمعية فردية للاقتراع في المملكة المتحدة». |

أشارت صحيفة ذا كورير في أكتوبر 1914، إلى أنه أُرسل 15,834 زوجًا من الجوارب، وأكثر من 200 قميص، وأحزمة كوليرا، وقفازات، وأصفاد، وكاتم صوت، وخوذ من قبل هندرسون على أنها مرسلة إلى خط المواجهة.  واصلت تقديم تقارير منتظمة إلى دي دابليو دابليو آر إي سي عن المجاميع التراكمية للتبرعات التي نُسقت (بحلول نوفمبر 1916 أكثر من 148,000 مقالة) من أجل «راحة» القوات.
قبل عيد الميلاد عام 1914، قالت هندرسون إنه تُبرع بنحو 36000 مقالة شهريًا، وأنه وصلت خطابات تقدير من الجبهة الأمامية، وأن الألعاب المباعة جمعت 50 جنيهًا إسترلينيًا.
كان لدى لجنتها فكرة جديدة أخرى ليوم زهرة الربيع، مثل تكليف «فتاة جميلة» بتثبيت «زهور» على الياقات لجمع الأموال «لتزويد الجنود بالقمصان والجوارب ووسائل الراحة الأخرى». وأوضحت هندرسون أيضًا أن بعض الأموال التي جُمعت ذهبت إلى دندي وتايبورت ريد كروس، وكانت المجموعة تفكر في فتح مقصف «جاف» (غير كحولي).